# 臺鹽七股機車庫
臺鹽七股機車庫位於臺灣臺南市七股區的七股鹽場內，是停放與維修臺鹽小火車的地方，於民國九十四年（2005年）3月18日公告為歷史建築。

## 沿革
七股鹽場在日治時期便已有鐵道運輸，主要是用來將各鹽田所產的鹽集中起來。二次大戰之後臺灣製鹽總廠在美援支助下將舊有系統予以改善，分成東幹線、中幹線、西幹線、西幹支線與臺區1到5號線。七股鹽場各個鹽田所產的鹽會先放置於附近的場務所內，再由小火車運走，不過要將鹽運到鹽場之外的話，便需要靠臺糖鐵道系統的協助。但隨著時代演變，公路運輸逐漸取代了鐵路運輸，民國七十六年（1987年）2月七股鹽場鹽鐵因而停駛，之後機車庫便閒置下來。

## 建築

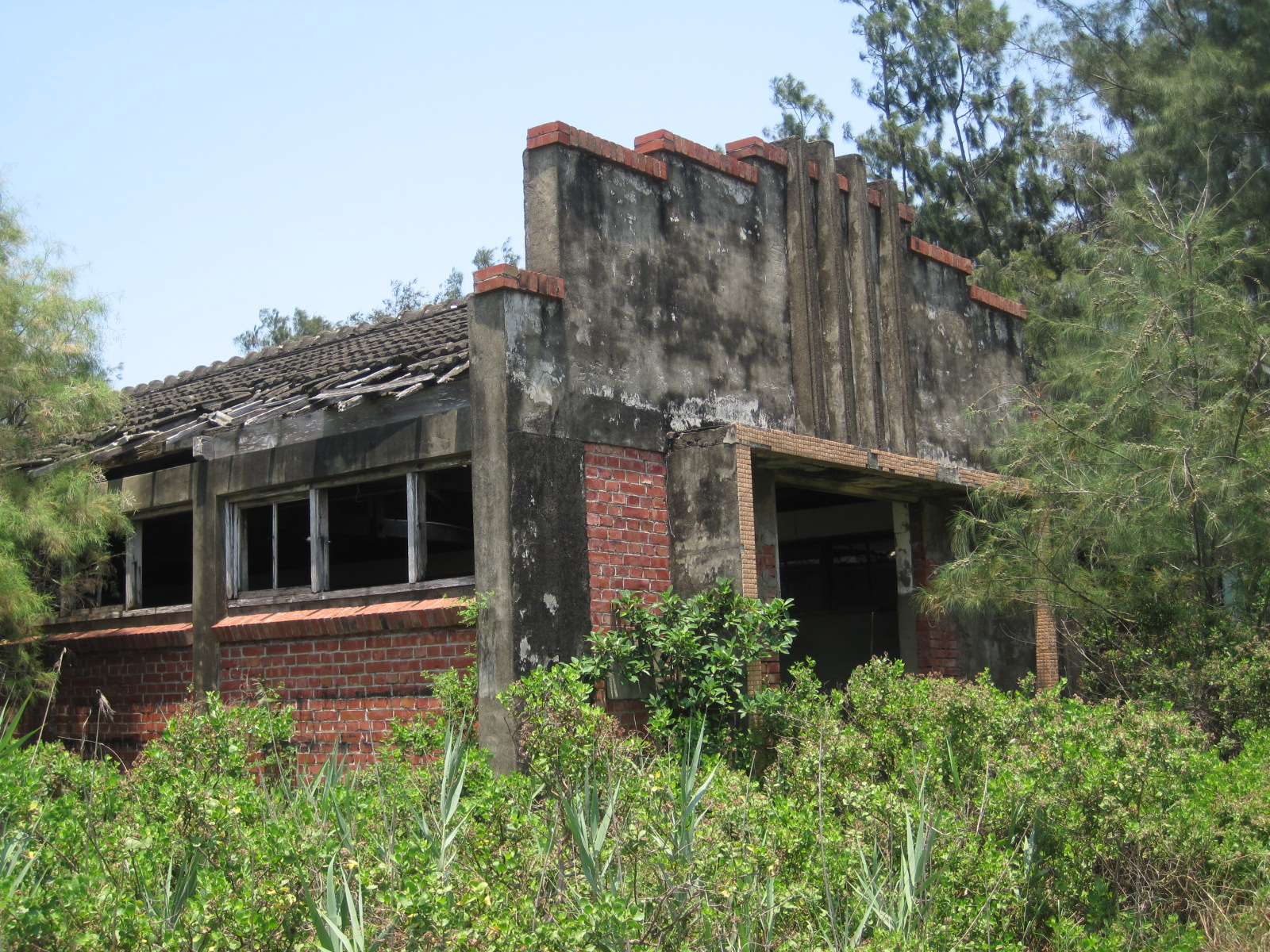
西邊的七股鹽場木工訓練班

機車庫建築為磚造建築，開有許多玻璃窗，從正面來看可分成三個部分。最東邊的部分正面階梯山牆上有朱玖瑩所題的機車庫三字，而其屋頂為雙斜坡式，鋪著水泥瓦，而屋架則是木製，但也有使用部分鐵架來支撐。在其前後皆開有雙扇式大鐵門，不過正面是兩個大門，後面僅開一個，而室內地上仍留有鐵軌。中間部分與東邊部分之間以水泥牆相隔，但與西邊部分相通，只有用幾根柱子作象徵性的區隔，不過地上也鋪有鐵軌。
西邊部分是民國五十一年（1962年）10月9日竣工的七股鹽場木工訓練班，其正立面亦為階梯形山牆，不過跟機車庫不同的是上面還加了四道垂直線條做裝飾。屋頂結構與機車庫相似，也使用多組三角型大木架來支撐屋頂。